# Margaret Roding
Margaret Roding – wieś i civil parish w Anglii, w hrabstwie Essex, w dystrykcie Uttlesford. W 2001 liczyła 193 mieszkańców.